# Pęcław (gromada)
Pęcław – dawna gromada, czyli najmniejsza jednostka podziału terytorialnego Polskiej Rzeczypospolitej Ludowej w latach 1954–1972.
Gromady, z gromadzkimi radami narodowymi (GRN) jako organami władzy najniższego stopnia na wsi, funkcjonowały od reformy reorganizującej administrację wiejską przeprowadzonej jesienią 1954 do momentu ich zniesienia z dniem 1 stycznia 1973, tym samym wypierając organizację gminną w latach 1954–1972.
Gromadę Pęcław z siedzibą GRN w Pęcławiu utworzono 1 stycznia 1959 w powiecie głogowskim w woj. zielonogórskim na mocy uchwały nr V/20/58 WRN w Zielonej Górze z dnia 25 października 1958 z obszarów zniesionych gromad Białołęka i Wierzchownia.
Gromada przetrwała do końca 1972 roku, czyli do kolejnej reformy gminnej. 1 stycznia 1973 w powiecie głogowskim utworzono gminę Pęcław.